# Érick Jacquin
Érick Jacquin (Saint-Amand-Montrond, 9 de dezembro de 1964) é um chef de cozinha franco-brasileiro. Tornou-se mais conhecido após entrar como jurado no talent show MasterChef, transmitido no Brasil pela Rede Bandeirantes e pelo Discovery Home & Health. 
O chef também apresenta o programa Pesadelo na Cozinha, transmitido pela Band, que tem como objetivo ajudar restaurantes à beira da falência a se reerguerem. Em outubro de 2020, agendou estreia na Band do programa Minha Receita.

## Biografia
Jacquin nasceu em 1964, em Saint-Amand-Montrond, uma comuna francesa na região administrativa do Centro, no departamento Cher e com quatro anos se mudou para Dun-sur-Auron, uma pequena e tradicional cidade do departamento de Cher, situado no centro da França próximo ao Vale do Loire, região vinícola e também dos castelos onde residiam os reis.
Essa região tem algumas especialidades gastronômicas, mas não é a alta gastronomia o que predomina. Por essa razão é que Érick, depois de cursar a École Hôtelière Saint-Amand-Montrond, decidiu trocar sua cidade natal por Paris, a capital dos grandes restaurantes e onde se encontram os maiores chefs de Cozinha.
Na vida pessoal, se casou com Rosangela Menezes em 2015. Fruto do casamento, tem filhos gêmeos. A data de nascimento é 23 de dezembro de 2018. Os filhos se chamam Antoine e Élise Jacquin.

## Carreira
Em Paris, começou trabalhando com Alain Morel, no Restaurante Chardenoux e, em seguida, com Gérard Faucher. Depois com Philippe Groult, Roland Magne - "Maître Cuisinier de France" e, também, no Restaurante "Le Toit de Passy", todos restaurantes estrelados.
Trabalhou com Henri Charvet - "Maître Cuisinier de France" e proprietário do Restaurante "Le Comte de Gascogne", que lhe confiou a responsabilidade da cozinha do restaurante especializado em "Foie Gras" com toques de aromas da Provence. Após seis anos de trabalho, recebe sua primeira estrela no guia Michelin em 1995.

### No Brasil
Érick Jacquin aceitou a proposta que o levou a São Paulo para comandar a cozinha do restaurante Le Coq Hardy, onde ficou por 4 anos e conquistou o respeito do público e da crítica especializada. Por 5 anos esteve no comando da cozinha do Café Antiqüe, onde consagrou-se definitivamente como um dos grandes Chefs de Cozinha em atuação no País, recebendo diversas vezes o título de Chef do Ano.
Como consultor, Érick é responsável pelos cardápios do Le Vin Bistrot, do Buffet Infantil Billy Willy e do L'Ami Bistrô, no Itaim. Érick executa uma cozinha francesa.

## Filmografia

### Televisão
| Ano           | Título                   | Cargo        |
| ------------- | ------------------------ | ------------ |
| 2014–presente | MasterChef Brasil        | Jurado       |
| 2015          | MasterChef Júnior        | Jurado       |
| 2016          | O Mundo de Jacquin       | Apresentador |
| 2016–18       | MasterChef Profissionais | Jurado       |
| 2017–presente | Pesadelo na Cozinha      | Apresentador |
| 2019          | MasterChef: A Revanche   | Jurado       |
| 2020          | Minha Receita            | Apresentador |

### Internet
| Ano           | Título        | Cargo        | Plataforma |
| ------------- | ------------- | ------------ | ---------- |
| 2019-presente | Erick Jacquin | Apresentador | YouTube    |

## Homenagem
No dia 9 de dezembro de 1998, dia em que Érick completou 34 anos, tornou-se o primeiro chef de cozinha em atuação na América do Sul a ser reconhecido e nomeado "Maître Cuisinier de France" - a mais alta honraria da gastronomia francesa.

## Restaurantes
- Duke Bistrot - Campinas
- La Brasserie (2004-2013)[8]
- Le Bife[9]
- Tartar&Co (2015-2018)[9]
- La Cocotte Bistrot - São Paulo
- La Brasserie de La Mer - Natal
- Président - São Paulo
- Ça-va - São Paulo
- Buteco do Jacquin - São Paulo
- nui 360 - João Pessoa
- Lvtetia (Comida Italiana) -São Paulo